# Flins-sur-Seine
Flins-sur-Seine [flɛ̃ syʁ sɛn] ist eine französische Gemeinde mit 2436 Einwohnern (Stand 1. Januar 2022) im Département Yvelines in der Region Île-de-France. Sie gehört zum Arrondissement Mantes-la-Jolie und zum Kanton Aubergenville. Die Einwohner werden Flinois genannt. Die Gemeinde ist vor allem für das Renault-Werk Flins bekannt, das sich im Gemeindegebiet befindet.

## Geographie
Flins-sur-Seine befindet sich etwa 30 Kilometer nordwestlich von Versailles und umfasst eine Fläche von 861 Hektar. Nachbargemeinden sind:
- Juziers im Nordwesten,
- Mézy-sur-Seine im Nordosten,
- Les Mureaux im Osten,
- Bouafle im Südosten,
- Bazemont im Süden und
- Aubergenville im Westen.

## Toponymie
Der Name Flins-sur-Seine geht auf das lateinische Nomen Figulus (=der Töpfer) zurück.

## Politik
Gegenwärtiger Bürgermeister ist Pascal Chavigny. Er hat das Amt seit 2008 inne.

## Bevölkerungsentwicklung
| Jahr      | 1962 | 1968 | 1975 | 1982 | 1990 | 1999 | 2006 | 2011 |
| Einwohner | 1174 | 1423 | 1805 | 1776 | 2130 | 2207 | 2375 | 2389 |

## Wirtschaft

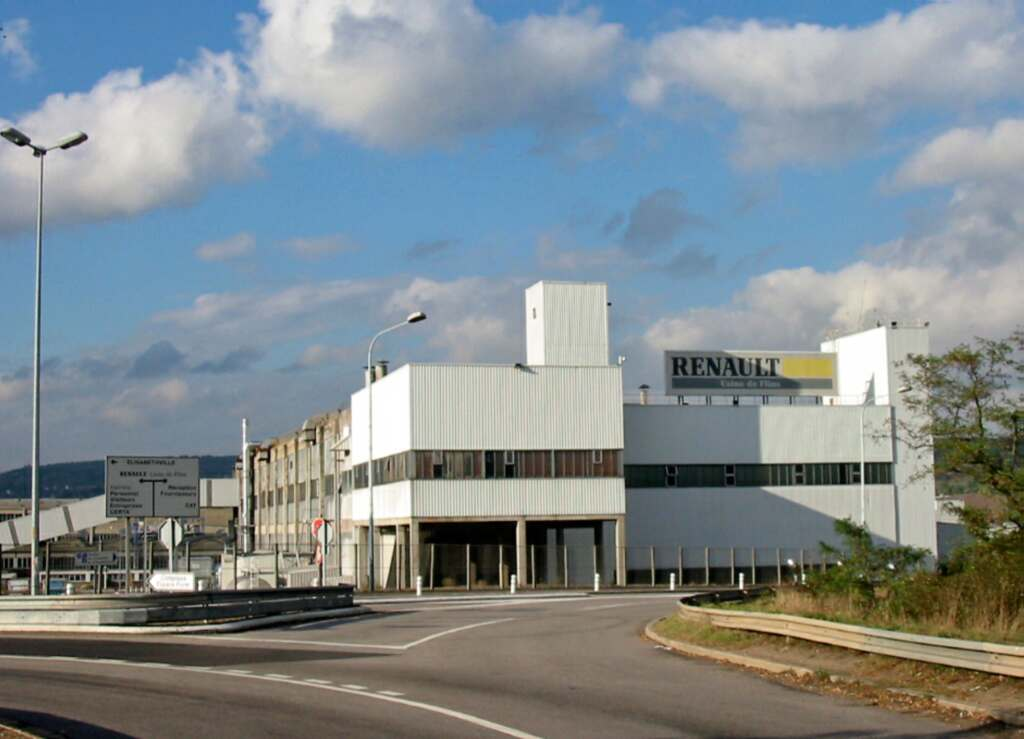
Renault-Werk Flins

Größter Arbeitgeber in der Gemeinde ist das Renault-Werk Flins, das jedoch überwiegend auf dem Gebiet der Stadt Aubergenville liegt. Es beschäftigt etwa 2600 Personen.

## Verkehr
Die Gemeinde ist über die gleichnamige Anschlussstelle der Autobahn A 13 erreichbar. Sie wird durch mehrere Buslinien des Unternehmens Transdev Ecquevilly erschlossen.
Der nächste Bahnhof liegt in der Nachbargemeinde Aubergenville. Aktuell wird er von Vorortzügen der Linie J des Transilien-Netzes bedient.

## Sehenswürdigkeiten
- Kirche Saint-Cloud aus dem 10. Jahrhundert
- Schloss aus dem 17. Jahrhundert
- Zwei Lavoirs, ehemalige öffentliche Waschhäuser
- Monument aux morts, Denkmal für die Kriegsopfer

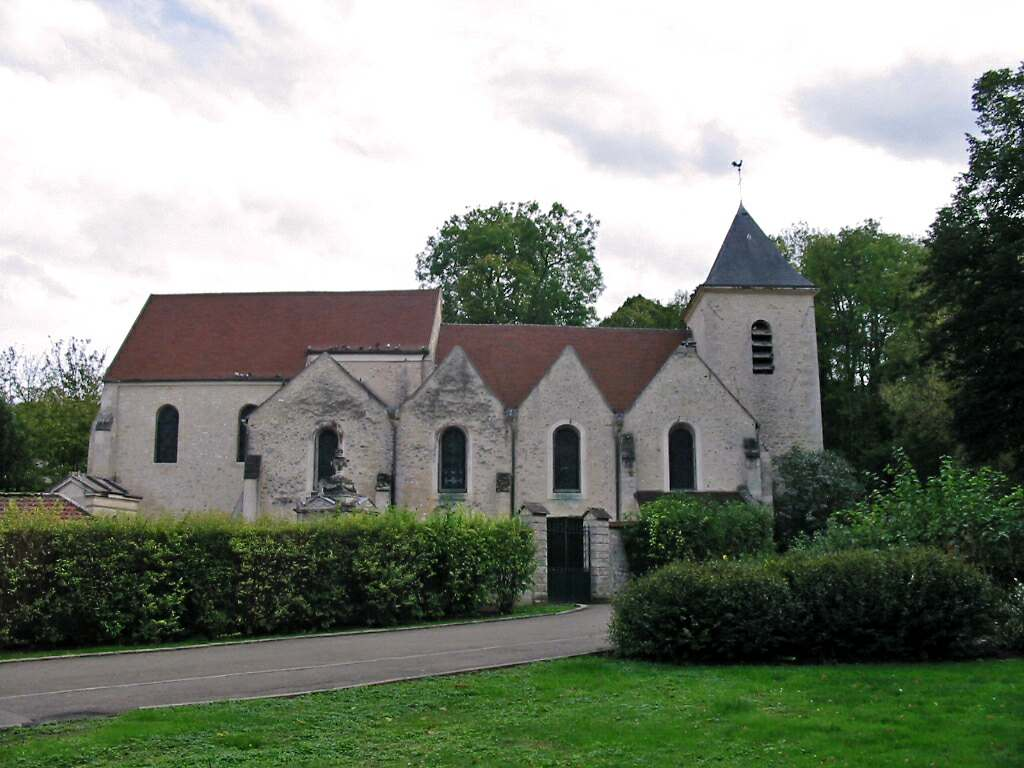
Kirche Saint-Cloud
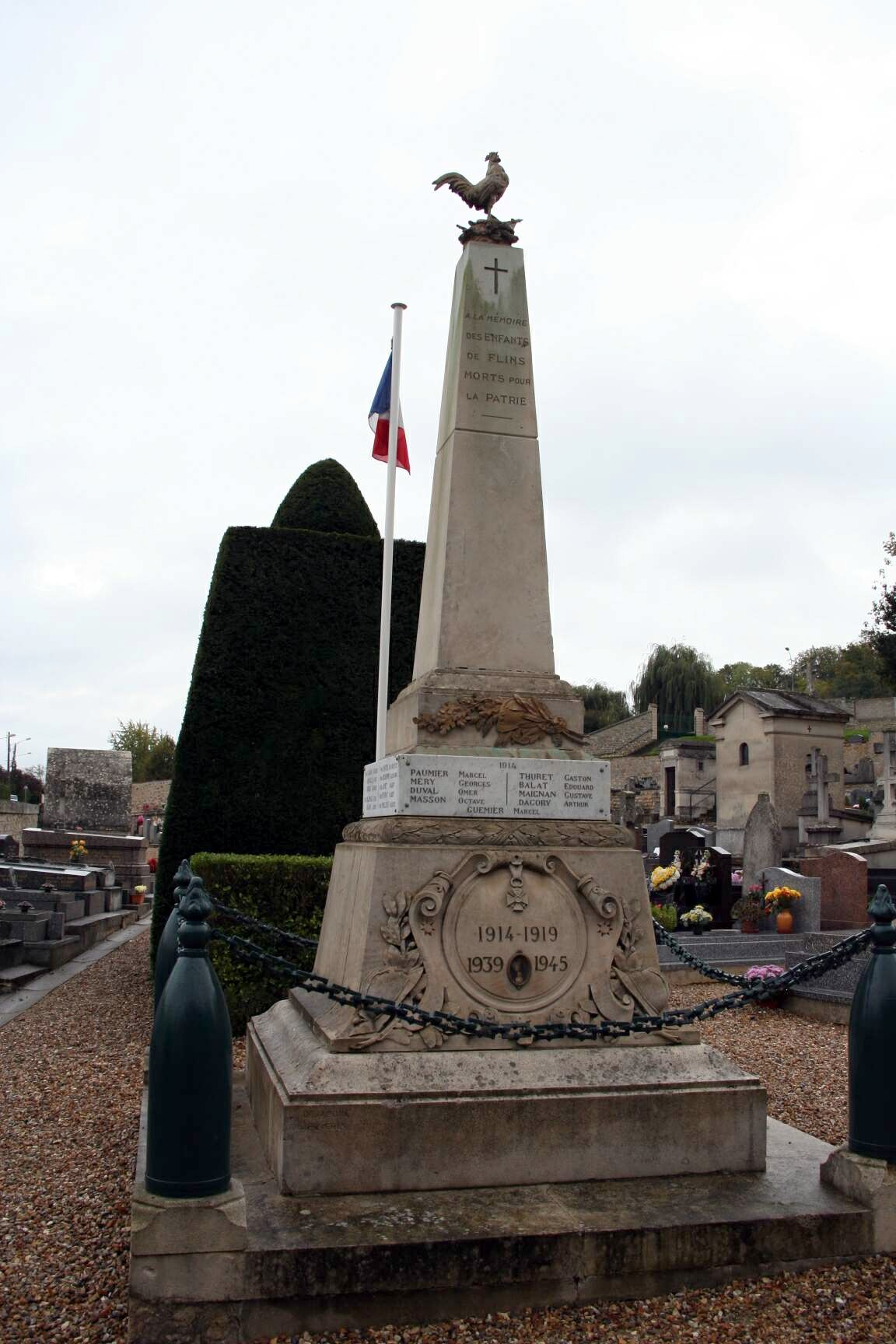
Monument aux morts
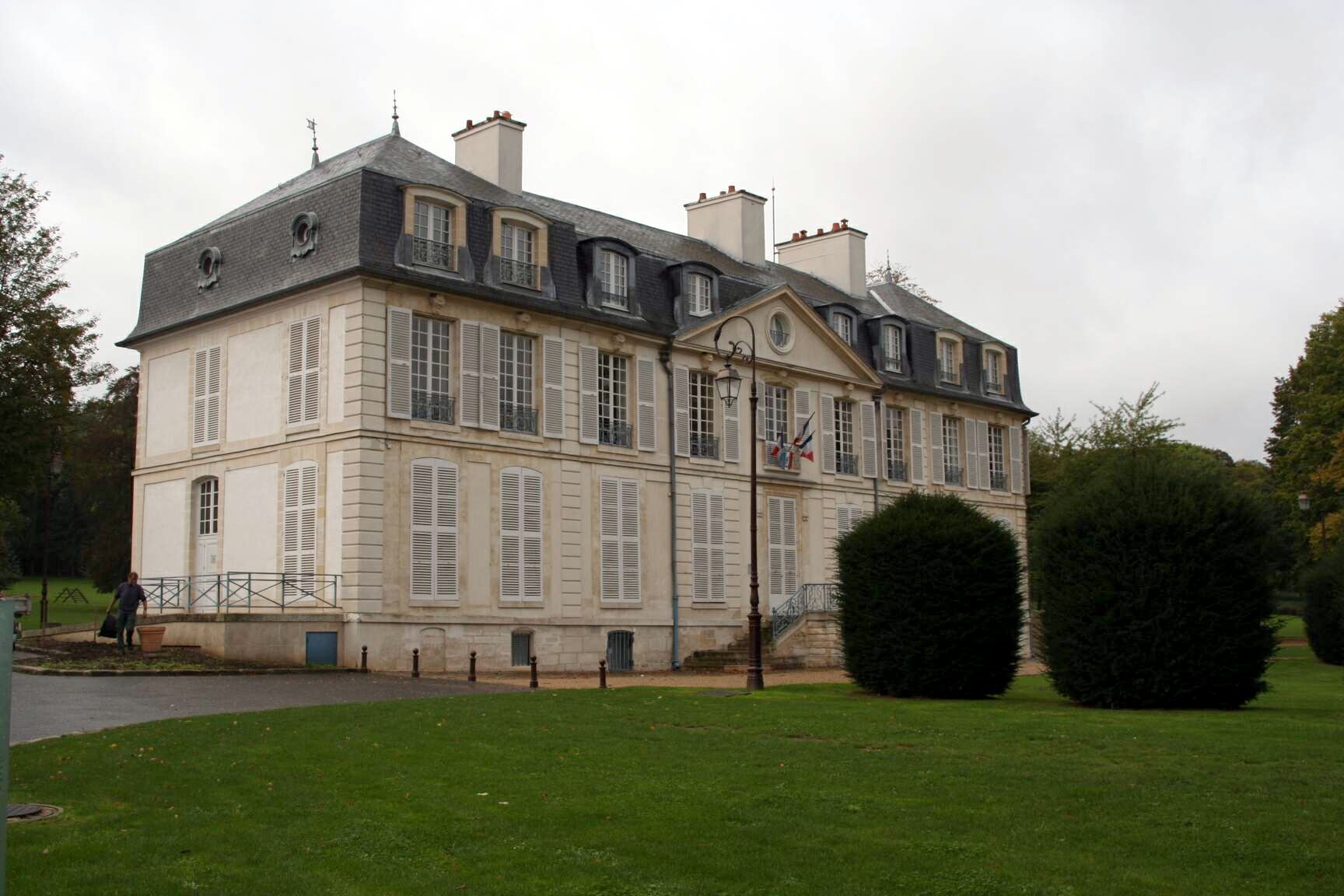
Schloss
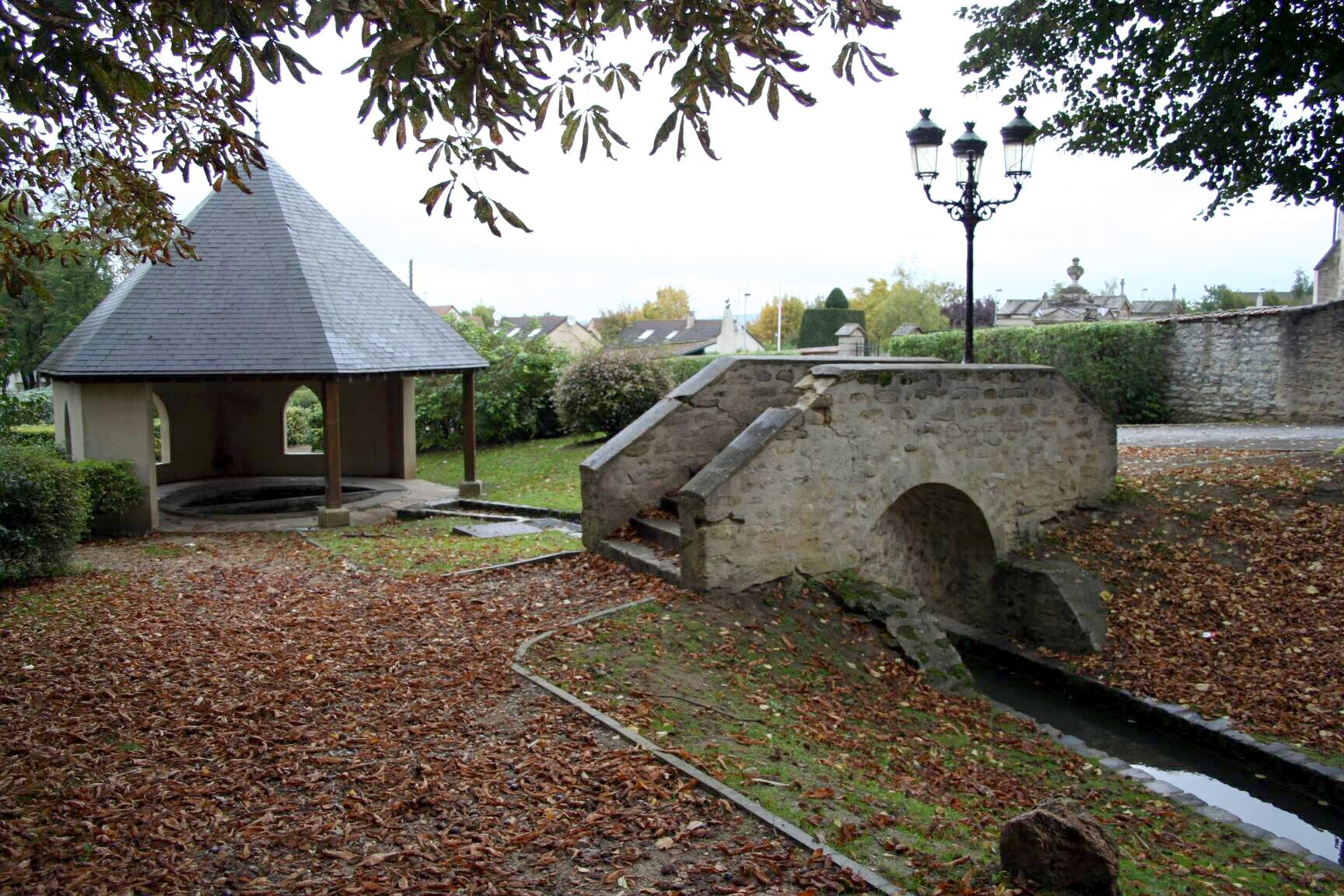
Waschhaus
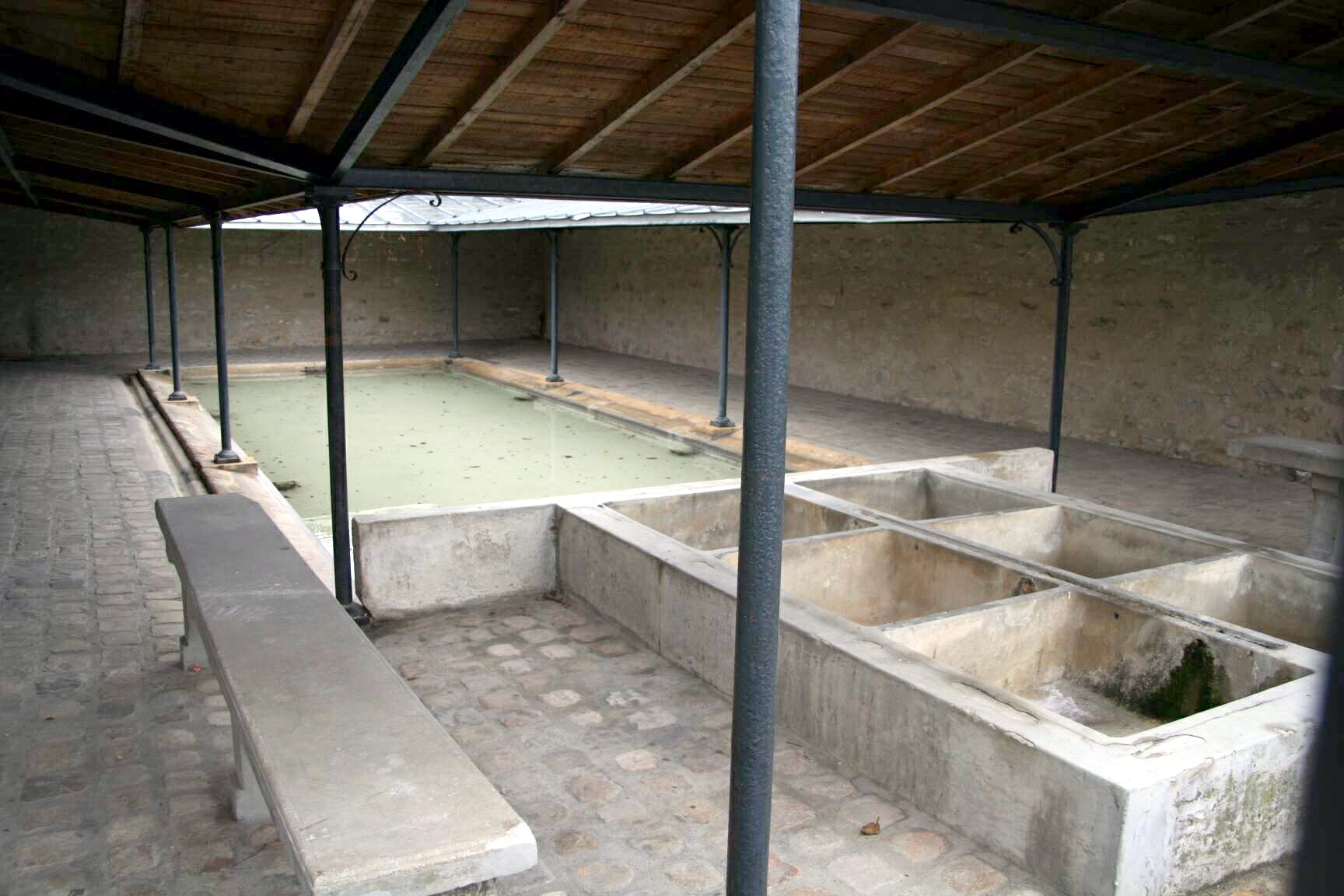
Waschhaus